# Galandum Galundaina
Galandum Galundaina ist eine portugiesische Folk-Band aus dem Kreis Miranda do Douro.

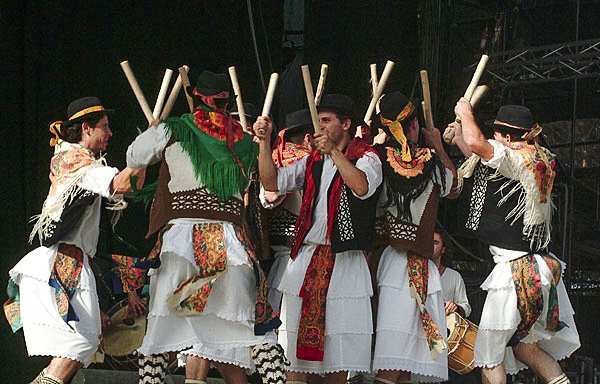
Die „Pauliteiros de Miranda“ auf dem Konzert von Galandum Galundaina auf der Festa do Avante! 2005

## Werdegang und Konzeption
Die Band gründete sich 1996, um die langsam aussterbende Mirandesische Sprache und ihre Lieder aus den Dörfern um Miranda do Douro herum zu erhalten und zu pflegen. Sie singen ausschließlich auf Mirandesisch und verwenden nur traditionelle regionale, teilweise selbst hergestellte Instrumente. Bestimmend für die Musik sind dabei die verschiedenen lokalen Dudelsack-Varianten und Trommeln, Drehleiern, lokale Flöten u. a. Ihr Repertoire umfasst instrumentale Stücke und gesungene Lieder, oft mit tiefem Männerchor-Refrain oder mehrstimmig vorgetragenen Strophen. Diese archaischen, auf überlieferten Traditionen basierenden Lieder und ihre zeitgemäße Darbietung brachte ihnen die Aufmerksamkeit der regionalen Öffentlichkeit. Die Band erhielt aber auch landesweit Aufmerksamkeit, was für die abgelegene Region Trás-os-Montes nicht alltäglich ist. So war, neben schottischen und spanischen Gastmusikern 2005 auf ihrem zweiten Album, Sérgio Godinho 2009 Gastsänger auf ihrem dritten Album.
Die Band bemüht sich seit Gründung mit vielfältigen Aktionen um Erhalt und Pflege der lokalen Sprache und Kultur. Ihr Anliegen ist dabei auch, die kulturellen und sprachlichen Eigenheiten ihrer Region auf ihren zahlreichen Konzerten auch im Rest des Landes und international bekannt zu machen, bis hin nach Malaysia.  So treten sie beispielsweise mit Gastmusikern oder der Folklore-Gruppe der Stocktänzer („Pauliteiros“) auf, wenn sie außerhalb ihrer Region engagiert werden, beispielsweise der Festa do Avante! 2005, aber auch schon in Deutschland. Aus ihrem Umfeld stammen die Initiatoren des seit 2000 veranstalteten Festival Intercéltico de Sendim, einem internationalen Festival für Musik mit keltischen Wurzeln.

## Diskografie
- 2002: L Purmeiro
- 2005: Modas i Anzonas
- 2009: Senhor Galandum
- 2015: Quatrada

## Videos
- 2006: Galandum Galundaina ao vivo (DVD)